# Balș
Balș es una ciudad con estatus de oraș de Rumania en el distrito de Olt.

## Geografía
Se encuentra a una altitud de 126 m s. n. m. a 203 km de la capital, Bucarest.

## Demografía
Según estimación 2012 contaba con una población de 23 217 habitantes.
| 1948  | 1956  | 1966  | 1977   | 1992   | 2002   | 2012   |
| 6 128 | 6 956 | 9 174 | 16 539 | 24 640 | 21 271 | 23 217 |